# Maria Selvaggia Borghini
Pour les articles homonymes, voir Borghini.
Maria Selvaggia Borghini (née à Pise le 7 février 1656 et morte le 22 février 1731) était une poétesse italienne de la seconde moitié du XVIIe et du début du XVIIIe siècle, fille de Pier Antonio Borghini et de son épouse florentine, Caterina Cosci. 

## Biographie
Éduquée par Giovanni Farinati, gouverneur du collège Ricci à Pise, Maria Selvaggia Borghini écrivait en latin dès l’âge de onze ans. Elle se livra à l’étude des mathématiques sous la direction du célèbre Alessandro Marchetti et d’autres professeurs lui firent connaître les autres parties de la philosophie. Elle ajouta à toutes ces connaissances celle de la langue grecque.
Traductrice de Tertullien, elle fut beaucoup louée par des savants comme Magalotti, Salvini, Menzini, Filicaia etc. De 1688 à 1689, elle publia, en éloge de la grande duchesse de Toscane Vittoria della Rovere, divers sonnets que Redi qualifia de « nobilissimi e superbissimi (Nobles et superbes) ». Ce dernier ne jugeait d’ailleurs pas la Borghina inférieure à Colonna, croyant au contraire qu’elle la dépassait dans la poésie et la connaissance de tous les autres arts et sciences, particulièrement les mathématiques et la philosophie. Son estime pour elle était telle qu’il lui envoya deux de ses sonnets pour qu’elle les corrige.
La Borghina fut de l’Accademia degli Stravaganti de Pise, ensuite affiliée à l'Académie d'Arcadie sous le pseudonyme Filotima Innia.

## Travaux
- (it) Rime della Signora Lucrezia Marinella, Veronica Gambara et Isabella della Morra, con giunta di quelle fin’ora raccolte della Signora Maria Selvaggia Borghini, Naples, Bulifon, 1693
- (it) Rime di cinquanta illustri poetesse di nuovo date in luce da Antonio Bulifon, Naples, Bulifon, 1695
- (it) Componimenti poetici delle più illustri rimatrici raccolti da Luisa Bergalli, Venise, Mora, 1726
- (it) Raccolta del Recanati, Venezia 1716
- (it) Opere di Tertulliano tradotte in Toscano dalla Signora Selvaggia Borghini, Nobile Pisana, Rome, Pagliarini, 1756
- (it) Saggio di Poesia, a cura di Domenico Moreni, Firenze, Margheri, 1827
- (it) Lettera e sonetto di Maria Selvaggia Borghini finora inediti, a cura di Emilio Bianchi, Pise, Nistri, 1872
- (it) Per le nozze del sig. cav. conte Alfredo Agostini Venerosi Della Seta patrizio pisano colla nobile donzella Teresa contessa Marcello patrizia veneta, Pise, 1882
- (it) Il Canzoniere di Maria Selvaggia Borghini, a cura di Agostino Agostini, Alessandro Panajia, Pise, ETS, 2001

## Sources
- (it) G. Simonelli, Elogio storico di M. S. Borghini, Pise, 1731
- (it) G. D. Anguillesi, Discorso accademico sulla vita e le opere di Maria Selvaggia Borghini, Pise, 1828, in-8°
- (it) BORGHINI, Maria Selvaggia, Dizionario Biografico degli Italiani - Volume 12 (1971)